# 폴라리스우노
폴라리스우노(영어: Polaris Uno)는 대한민국의 가발용 합성섬유 기업이다.

## 사업
PVC(폴리염화비닐) 원사 및 친환경 난연 PET(합성수지) 가발사를 주력 생산한다.